# Нетпхен
Нетпхен (њем. Netphen) град је у њемачкој савезној држави Северна Рајна-Вестфалија. Једно је од 11 општинских средишта округа Зиген-Витгенштајн. Према процјени из 2010. у граду је живјело 24.349 становника. Посједује регионалну шифру (AGS) 5970032, NUTS (DEA5A) и LOCODE (DE NPN) код.

## Географски и демографски подаци
Нетпхен се налази у савезној држави Северна Рајна-Вестфалија у округу Зиген-Витгенштајн. Град се налази на надморској висини од 260-676 метара. Површина општине износи 137,4 km². У самом граду је, према процјени из 2010. године, живјело 24.349 становника. Просјечна густина становништва износи 177 становника/km².

## Међународна сарадња
| Мјесто | Држава | Врста сарадње | Од    |
| ------ | ------ | ------------- | ----- |
|        | Пољска | партнерство   | 1995. |
| Извор  |        |               |       |